# Torneo di Wimbledon 1998
Il Torneo di Wimbledon 1998 è stata la 112ª edizione del Torneo di Wimbledon e terza prova stagionale dello Slam.
Si è giocato dal 22 giugno al 5 luglio 1998. Il torneo ha visto vincitore l'americano Pete Sampras nel singolare maschile,
mentre in quello femminile si è imposta la ceca Jana Novotná. Nel doppio maschile hanno trionfato gli olandesi Jacco Eltingh e Paul Haarhuis, il doppio femminile è stato vinto dalla coppia formata da Martina Hingis e Jana Novotná e nel doppio misto hanno vinto Serena Williams con Maks Mirny.

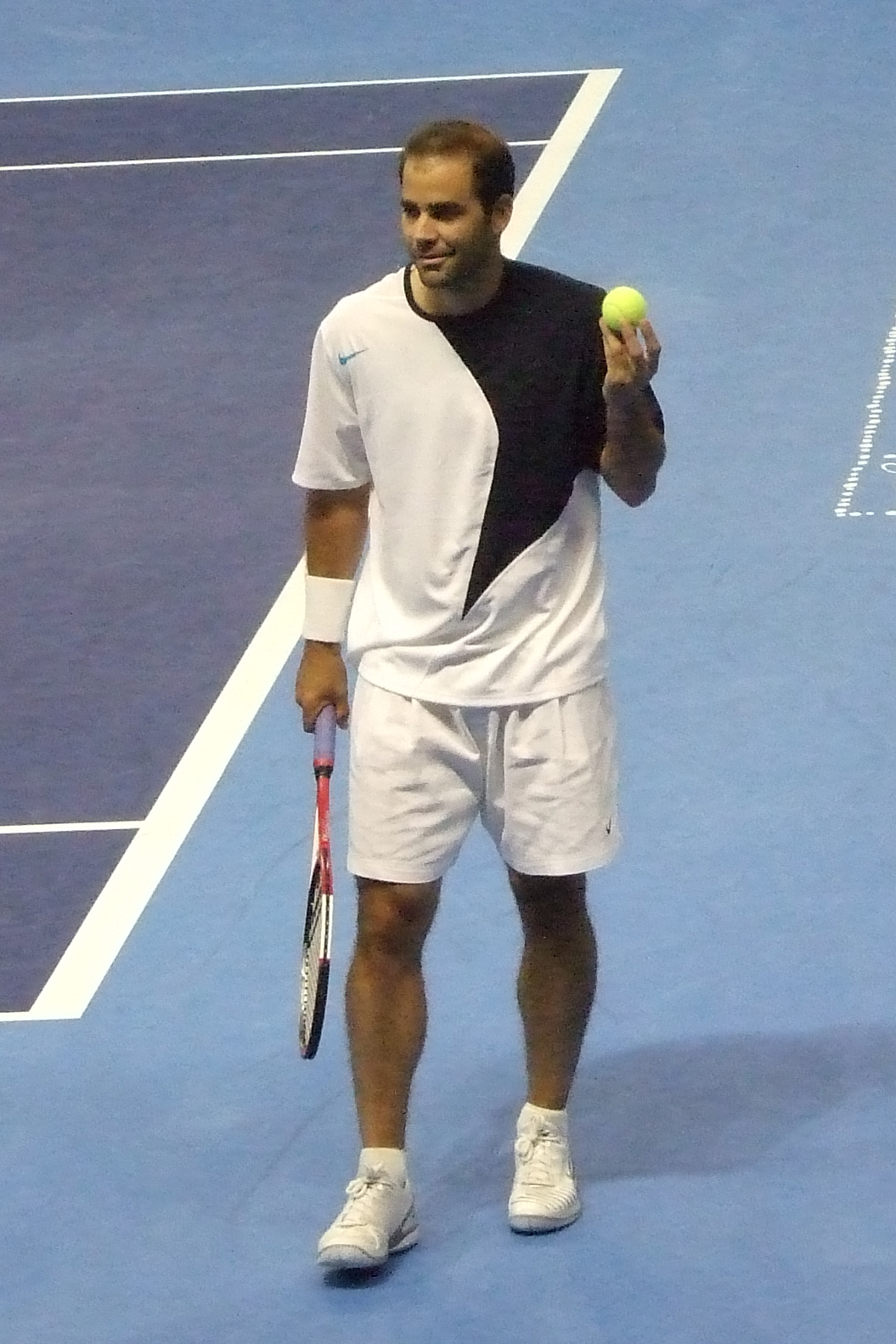
Pete Sampras al 5º titolo a Wimbledon

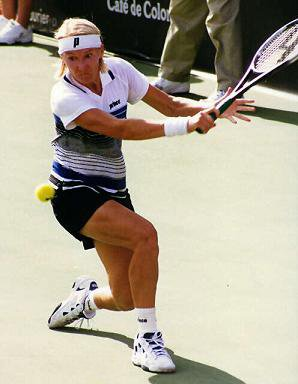
Jana Novotná al 1° trionfo a Wimbledon

## Risultati

### Singolare maschile
Pete Sampras ha battuto in finale  Goran Ivanišević col punteggio di 6(2)–7, 7–6(9), 6–4, 3–6, 6–2

### Singolare femminile
Jana Novotná ha battuto in finale  Nathalie Tauziat col punteggio di 6–4, 7–6(2)

### Doppio maschile
Jacco Eltingh /  Paul Haarhuis hanno battuto in finale  Todd Woodbridge /  Mark Woodforde col punteggio di 2–6, 6–4, 7–6(3), 5–7, 10–8

### Doppio femminile
Martina Hingis /  Jana Novotná hanno battuto in finale  Lindsay Davenport /  Nataša Zvereva col punteggio di 6–3, 3–6, 8–6

### Doppio misto
Serena Williams /  Maks Mirny hanno battuto in finale  Mirjana Lučić-Baroni /  Mahesh Bhupathi col punteggio di 6–4, 6–4

## Junior

### Singolare ragazzi
Roger Federer ha battuto in finale  Irakli Labadze col punteggio di 6–4, 6–4

### Singolare ragazze
Katarina Srebotnik ha battuto in finale  Kim Clijsters col punteggio di 7–6(3), 6–3

### Doppio ragazzi
Roger Federer /  Olivier Rochus hanno battuto in finale  Michaël Llodra /  Andy Ram col punteggio di 3–6, 6–4, 7–5

### Doppio ragazze
Eva Dyrberg /  Jelena Kostanić hanno battuto in finale  Petra Rampre /  Iroda Tulyaganova col punteggio di 6–2, 7–6(5)